# Легитово (Антроповский район)
Легитово — деревня в Антроповском муниципальном районе Костромской области. Входит в состав Котельниковского сельского поселения

## География
Находится в центральной части Костромской области на расстоянии приблизительно 38 км на юг-юго-запад по прямой от поселка Антропово, административного центра района.

## История
В XIX — начале XX века деревня входила в состав Макарьевского уезда Костромской губернии. В 1872 году здесь было учтено 18 дворов, в 1907 году —47.

## Население
Постоянное население составляло 157 человек (1872 год), 296 (1897), 296 (1907), 74 в 2002 году (русские 97 %), 42 в 2022.